# Richard Davison
Richard Davison (ur. 1954) – australijski kierowca wyścigowy.

## Życiorys
Jest synem Lexa, również kierowcy wyścigowego. Karierę rozpoczął w wieku 21 lat, kiedy to pod koniec 1975 roku zakupił samochód Formuły Ford. Wraz z uzyskiwaniem doświadczenia Davison polepszał swoje wyniki, kończąc mistrzostwa Australijskiej Formuły Ford w 1978 roku na trzecim miejscu. W 1980 roku zadebiutował Hardmanem JH1 w Australijskiej Formule 2, zdobywając na koniec sezonu tytuł mistrzowski. W 1981 roku z uwagi na konieczność kontroli nad rodzinną firmą Paragon Shoes opuścił połowę sezonu i zdobył wicemistrzostwo Formuły 2. W sezonie 1982 zakupił Ralta RT4 i zadebiutował w Australian Drivers' Championship, kończąc sezon na szóstej pozycji. W 1984 roku, po Grand Prix Australii, wystartował w wyścigu 1000 km Sandown w ramach mistrzostw świata samochodów sportowych, ale go nie ukończył. W 1990 roku zakończył karierę, aby wspierać sportowy rozwój synów Alexa i Willa. Następnie założył zespół Formuły Ford oraz rozwinął sieć myjni samochodowych. W 2013 roku wznowił ściganie, w zawodach historycznych.

## Wyniki
| Legenda oznaczeń w tabelach wyników Wyświetl szablon na nowej stronie | Legenda oznaczeń w tabelach wyników Wyświetl szablon na nowej stronie                                                                     |
| Oznaczenie                                                            | Wyjaśnienie |
| --------------------------------------------------------------------- | --- |
| Złoty                                                                 | Zwycięzca lub mistrzostwo |
| Srebrny                                                               | 2. miejsce lub wicemistrzostwo |
| Brązowy                                                               | 3. miejsce lub II wicemistrzostwo |
| Zielony                                                               | Ukończył, punktował (w klasyfikacji generalnej, gdy zdobył co najmniej jeden punkt na przestrzeni sezonu, poza trzema powyższymi opcjami) |
| Niebieski                                                             | Ukończył, nie punktował (w klasyfikacji generalnej, gdy nie zdobył co najmniej jednego punktu na przestrzeni sezonu)                      |
| Czerwony                                                              | Nie zakwalifikował się (NZ) |
| Czerwony                                                              | Nie prekwalifikował się (NPK) |
| Różowy                                                                | Nie ukończył (NU) |
| Różowy                                                                | Niesklasyfikowany (NS) (w klasyfikacji generalnej, gdy nie został sklasyfikowany w żadnym wyścigu sezonu)                                 |
| Czarny                                                                | Zdyskwalifikowany (DK) |
| Czarny                                                                | Wykluczony (WYK/EX) |
| Biały                                                                 | Nie wystartował (NW) |
| Biały                                                                 | Kontuzjowany (K/INJ) |
| Biały                                                                 | Wyścig odwołany (OD/C) |
| Bez koloru                                                            | Został wycofany (WYC/WD) |
| Bez koloru                                                            | Nie przybył (NP/DNA) |
| Bez koloru                                                            | Nie brał udziału w treningach (NT/DNP) |
| Bez koloru                                                            | Nie został zgłoszony (–) |
| Pogrubienie                                                           | Start z pole position |
| Kursywa                                                               | Najszybsze okrążenie wyścigu |
| †                                                                     | Nie ukończył, ale jego rezultat został zaliczony ze względu na przejechanie więcej niż 90% dystansu wyścigu.                              |
| *                                                                     | Sezon w trakcie |
| 1/2/3                                                                 | Punktowana pozycja w sprincie kwalifikacyjnym                                                                                             |
| Lista systemów punktacji Formuły 1                                    | |

### Mistrzostwa Świata Samochodów Sportowych
| Rok  | Zespół              | Samochód       | Silnik           | Wyniki w poszczególnych eliminacjach | Wyniki w poszczególnych eliminacjach | Wyniki w poszczególnych eliminacjach | Wyniki w poszczególnych eliminacjach | Wyniki w poszczególnych eliminacjach | Wyniki w poszczególnych eliminacjach | Wyniki w poszczególnych eliminacjach | Wyniki w poszczególnych eliminacjach | Wyniki w poszczególnych eliminacjach | Wyniki w poszczególnych eliminacjach | Wyniki w poszczególnych eliminacjach | Pkt. | Msc. |
| ---- | ------------------- | -------------- | ---------------- | ------------------------------------ | ------------------------------------ | ------------------------------------ | ------------------------------------ | ------------------------------------ | ------------------------------------ | ------------------------------------ | ------------------------------------ | ------------------------------------ | ------------------------------------ | ------------------------------------ | ---- | ---- |
| 1984 |                     |                |                  | Włochy                               | Wielka Brytania                      | Francja                              |                                      | Wielka Brytania                      | Kanada                               | Belgia                               | Włochy                               | Japonia                              |                                      | Australia                            | 0    | NS   |
| 1984 | Gebhardt Motorsport | Gebhardt JC842 | BMW M12/7 2,0 R4 | –                                    | –                                    | –                                    | –                                    | –                                    | –                                    | –                                    | –                                    | –                                    | –                                    | NU                                   | 0    | NS   |